# Eugnophomyia funerea
Eugnophomyia funerea är en tvåvingeart som först beskrevs av Alexander 1938.  Eugnophomyia funerea ingår i släktet Eugnophomyia och familjen småharkrankar. Inga underarter finns listade i Catalogue of Life.